# Johann Poppo von Greiner

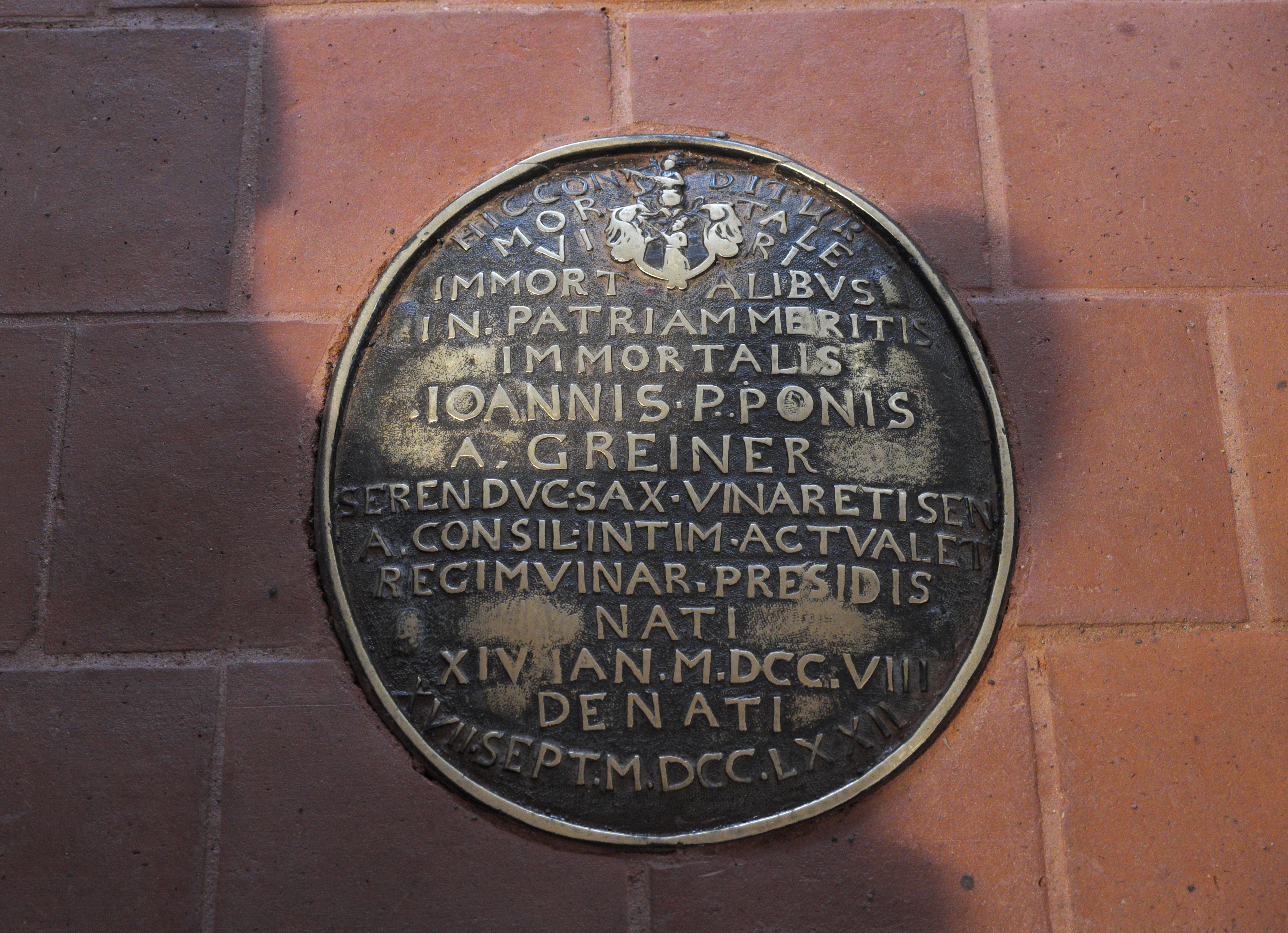
Grabplakette für Johann Poppo von Greiner in der Stadtkirche Weimar

Johann Poppo von Greiner (geb. 14. Januar 1708 in Ilmenau; gest. 17. September 1772 in Weimar) war Oberaufseher der Herzogin-Anna-Amalia-Bibliothek in Weimar, Bibliothekar und Geheimer Rat.
Poppo von Greiner hatte die Oberaufsicht der Bibliothek von 1757 bis zu seinem Tode 1772 inne. Er wurde von Anna Amalia als „väterlicher Freund“ so geschätzt, dass er 1755 einige Zeit als Erzieher des Prinzen Ernst August Constantin fungierte. Er hatte schon 1748 an einer Instruktion für die Erziehung des Prinzen mitgewirkt. Sein Nachfolger in der Oberaufsicht der Herzogin-Anna-Amalia-Bibliothek war Christian Friedrich Schnauß. Er war ebenso wie später Schnauß Mitglied des Geheimen Conseils in Weimar. Er wurde am 18. Oktober 1763 in den Adelsstand erhoben.
Bei der Klassikstiftung Weimar existiert unter der Inv-Nummer: KGe/00884 ein Porträt dieses Bibliothekars, welches Johann Ernst Heinsius gemalt hatte.
Er ist in der sogenannten Herderkirche in Weimar begraben.